# Un tueur nommé Luke
Pour plus de détails, voir Fiche technique et Distribution.
Un tueur nommé Luke (titre original : La notte dei serpenti) est un film italien de Giulio Petroni sorti en 1969.

## Synopsis
Hernandez, shérif d'un petit village mexicain, découvre un complot monté par quatre habitants du village : tuer un jeune orphelin pour récupérer son héritage. Hernandez prend alors la tête du complot et engage Luke, tueur déchu rongé par la téquila, pour faire le boulot tout en lui servant de coupable idéal. Contre toute attente, Luke décide de prendre la défense de l'orphelin...

## Fiche technique
- Titre original : La notte dei serpenti
- Titre anglophone : Night of the serpent
- Réalisation : Giulio Petroni
- Scénario : Fulvia Gicca Palli, Lorenzo Gicca Palli et Giulio Petroni d'après une histoire de Fulvio Gicca Palli
- Directeur de la photographie : Mario Vulpiani
- Montage : Antonietta Zita
- Musique : Riz Ortolani
- Costumes : Gaia Rossetti Romanini
- Décors : Franco Bottari
- Production : Gianni Minervini
- Genre : Western spaghetti
- Pays :  Italie
- Durée : 103 minutes (1 h 43)
- Date de sortie :
  - Italie : 23 décembre 1969
  - France : 24 juillet 1974[1]

## Distribution
- Luke Askew (VF : Sady Rebbot) : Luke
- Luigi Pistilli (VF : Edmond Bernard) : le lieutenant Hernandez dit le « Serpent »
- Magda Konopka : Maria
- Chelo Alonso (VF : Claude Chantal) : Dolores
- William Bogart : Antonio Pancaldo
- Franco Balducci (VF : Jean-François Laley) : Luciano
- Giancarlo Badessi : Ignacio
- Luciano Casamonica : Manuel
- Monica Miguel (VF : Béatrice Delfe) : Cossella, la femme d'Ignacio
- Franco Valorba (VF : René Bériard) : Jesus Maria
- Benito Stefanelli : Pancho